# Лунни смокове
Лунните смокове (Oxyrhopus) са род влечуги от семейство Смокообразни (Colubridae).
Таксонът е описан за пръв път от Йохан Георг Ваглер през 1830 година.

## Видове
- Oxyrhopus bicolor
- Oxyrhopus clathratus
- Oxyrhopus doliatus
- Oxyrhopus erdisii
- Oxyrhopus fitzingeri
- Oxyrhopus formosus
- Oxyrhopus guibei
- Oxyrhopus leucomelas
- Oxyrhopus marcapatae
- Oxyrhopus melanogenys
- Oxyrhopus occipitalis
- Oxyrhopus petolarius
- Oxyrhopus rhombifer
- Oxyrhopus trigeminus
- Oxyrhopus vanidicus